# Calle Manacor
La Calle Manacor es una de las vías radiales de la ciudad española de Palma de Mallorca, en Mallorca, Islas Baleares. Tradicionalmente ha constituido uno de los principales accesos a la capital mallorquina, especialmente desde las comarcas del Llano de Mallorca y Levante, cuya principal población es la ciudad de Manacor.

## Descripción
Se extiende desde la avenida Gabriel Alomar, a la altura de la antigua puerta de San Antonio y plaza del mismo nombre, hasta el barrio de Casa Blanca, donde se conecta con la autovía Ma-15. No obstante, el tramo comprendido entre Can Blau y Casa Blanca no suele considerarse parte de la calle al discurrir por zonas interurbanas, sino parte de la carretera de Manacor.
La vía tiene una longitud de 9200 metros, de los cuales 3800 discurren en zonas interurbanas. Cruza el distrito Levante de la ciudad de oeste a este, atravesando los barrios de Foners, Pedro Garau, Polígono de Levante, La Soledad, Son Malherido, Estadio Balear, Son Ferriol y La Casa Blanca.
La calle fue construida a raíz del desarrollo del plan de ensanche de Palma de Mallorca o Plan Calvet, durante el primer tercio del siglo XX. Originalmente fue bautizada como «calle de la Reina Victoria Eugenia», si bien fue renombrada como «Once de Febrero» durante la Segunda República Española y como «Héroes de Manacor» durante el Franquismo en honor a los que combatieron contra el desembarco de Mallorca durante la Guerra Civil. A pesar de que la calle dejó de llamarse así en la década de 1980 son todavía muchos los palmesanos que siguen refiriéndose a la calle con la antigua denominación.